# Mariënhof (Soest)

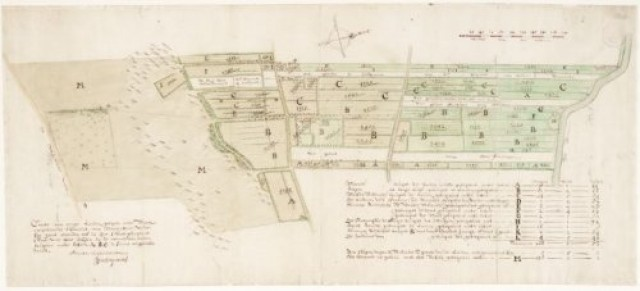
Kaart van percelen (gemarkeerd A t/m M) toebehorende aan het klooster Mariënhof en gelegen in De Birkt

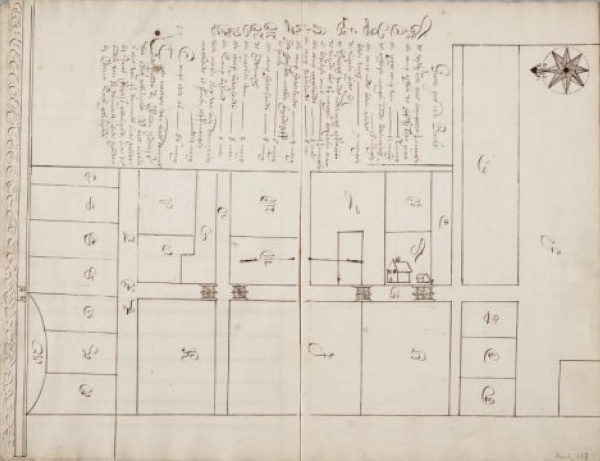
Kaart van percelen (gemarkeerd A t/m W) gelegen in De Birkt

Mariënhof was een klooster in buurtschap De Birckt bij Soest. Het klooster stond van 1420 tot 1543 op de plaats waar later de boerderij Het Lange Huis werd gebouwd, even ten oosten van Het Gagelgat aan de Birkstraat. Een tweede Soester klooster was Mariënburg.

## Vanuit Amersfoort
Het mannenklooster was in 1403 in Amersfoort begonnen door Andreas van Attendoorn, een volgeling van Geert Groote. Dit Sint Andrieskamp was aangesloten bij de congregatie van Windesheim.. De broeders achtten de plek zo dicht bij de stadmuur later toch te onveilig en besloten naar buurtschap De Birkt over te gaan. Op 8 mei 1419 werd begonnen met de bouw van een nieuw convent. Het aan Sint Andries gewijde altaar werd op een wagen, dwars door Amersfoort naar de nieuwe locatie gebracht. In 1420 werd het nieuwe convent betrokken door 21 broeders. Zij gaven het de naam Hortus Mariae, Maria's Hofken, naar de heilige moeder Maria aan wie ook het klooster op Sint Andrieskamp was gewijd. Nadien werd het convent ook wel dat cloester in de Birk genoemd, terwijl de broeders wel werden aangeduid als de Bircktenaars. De eerste prior van het nieuwe klooster was Gosuinus van Zanten. Hij zou later regent worden van het nonnenklooster Jeruzalem dat eerst buiten, later binnen Utrecht stond.

## Naar Amersfoort
De verwachting dat het klooster aan de Birkt een veiliger plek was dan het convent van Sint Andries in Amersfoort bleek evenwel onjuist. In 1543 werd het klooster verwoest door de troepen van de Gelderse veldheer Maarten van Rossum. Alleen de boerderij zou blijven bestaan. Na onderhandelingen met de celzusters van Sint Ursula in Amersfoort op 7 maart 1547 verhuisden de zusters naar het terrein van de Poth en de monniken kregen de beschikking over het klooster aan de Haag.  De Bircktenaars kwamen zo weer binnen de stad wonen en noemden hun nieuwe klooster net als hun Soester klooster het Convent Marienhof. Toen dit klooster 1598 uitstierf vervielen de bezittingen aan de stad Amersfoort. 
Tot de bezittingen hoorde het gebied van 186 morgen en 353 roeden, het 'heetveld' (de heide) en het Monnikenbos van 349 morgen en 853 roeden dat verdeeld was over twaalf gebruikers. Tot de bezittingen van het klooster behoorden vier erven. De huidige naam Het Derde Erf verwijst naar het derde erf vanaf Amersfoort geteld.